# Loire-Normannen

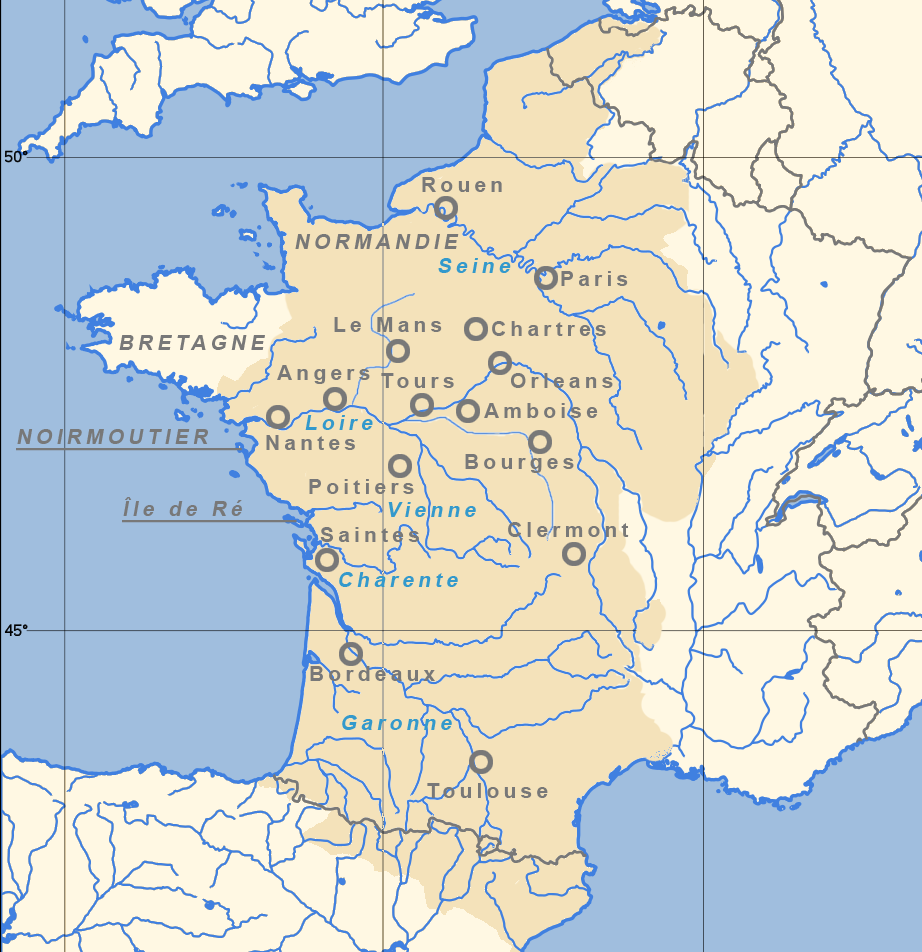
Westfrankenreich (braun) ab 843 mit der Insel Noirmoutier und den von Normannen heimgesuchten Städten an Loire und Seine (Auswahl)

Die Normannen der Loire (Loire-Normannen, Loire-Wikinger) waren überwiegend norwegische Wikinger, die sich im 9. und 10. Jahrhundert an der Loire-Mündung festgesetzt hatten und von mittelalterlichen französischen Chronisten als Normands de Loire überliefert wurden. Ebenso wie die überwiegend dänischen Wikinger an der Seine-Mündung (Seine-Normannen, die eigentlichen Normannen) bildeten sie regelmäßig große Flotten, die zahlreiche Städte und Ortschaften flussaufwärts heimsuchten.

## Wikinger auf der Loire
Ab etwa 840 hatten die Loire-Normannen auf der südlich der Flussmündung liegenden Atlantikinsel Noirmoutier dauerhafte Winterlager errichtet, Nantes war erstmals im Jahr 843 geplündert worden. In wechselnden Bündnissen mit Seine-Normannen, Bretonen und westfränkischen (französischen) Regionalfürsten (zum Beispiel Lambert II. von Nantes, Pippin II. von Aquitanien) überfielen die Loire-Normannen in den folgenden Jahrzehnten wiederholt auch Angers, Le Mans, Tours und sogar Orléans sowie Bourges. Allerdings wurden die Loire-Normannen auf Noirmoutier 853 bzw. 855 (oder 856) auch selbst von norwegischen Wikingern aus Irland angegriffen. 
Von der Loire aus sollen Wikinger unter Björn Eisenseite und dessen Bruder Hasting 859–862 sogar bis ins Mittelmeer vorgedrungen und die Rhone hinaufgezogen sein. Gelegentlich werden norwegische und dänische Wikinger, die Überfälle entlang der Flüsse Rhone, Garonne, Charente usw. unternommen haben, analog zu Loire-Normannen und Seine-Normannen als Rhone-Normannen, Gironde-Normannen, Charente-Normannen usw. bezeichnet; oft aber handelte es sich auch dabei um Gruppen, die zumindest zeitweise ihre Basis auf Noirmoutier hatten. Von 845/50 bis 865/68 hatten sie auch eine Basis in Saintes an der Charente bzw. auf der nahe der Charente-Mündung liegenden Atlantikinsel Île de Ré.
Unter Hastings Führung und verbündet mit den Bretonen besiegten die Loire-Normannen 866 in der Schlacht von Brissarthe die Westfranken  und besetzten 872–873 für ein Jahr Angers, doch 879 erlitten sie an der Vienne (Nebenfluss der Loire) eine Niederlage gegen die Westfranken. Ab 882 verlegten die Loire-Normannen ihre Basis von Noirmoutier auf eine direkt vor Nantes liegende Loire-Insel, Hasting wurde vom König der Westfranken Ludwig III. mit der Grafschaft Chartres belehnt. Im Jahr 886 besetzten die Loire-Normannen Nantes und beherrschten ab 887 auch die West-Bretagne, ehe sie ab 888 Rückschläge gegen die Bretonen erlitten und 890 nach einer Niederlage bei Nantes auch diese Stadt wieder verloren. Danach beteiligten sie sich auch an Überfällen und Kämpfen auf den britischen Inseln.
|  |  |  |

## Wikinger in der Bretagne

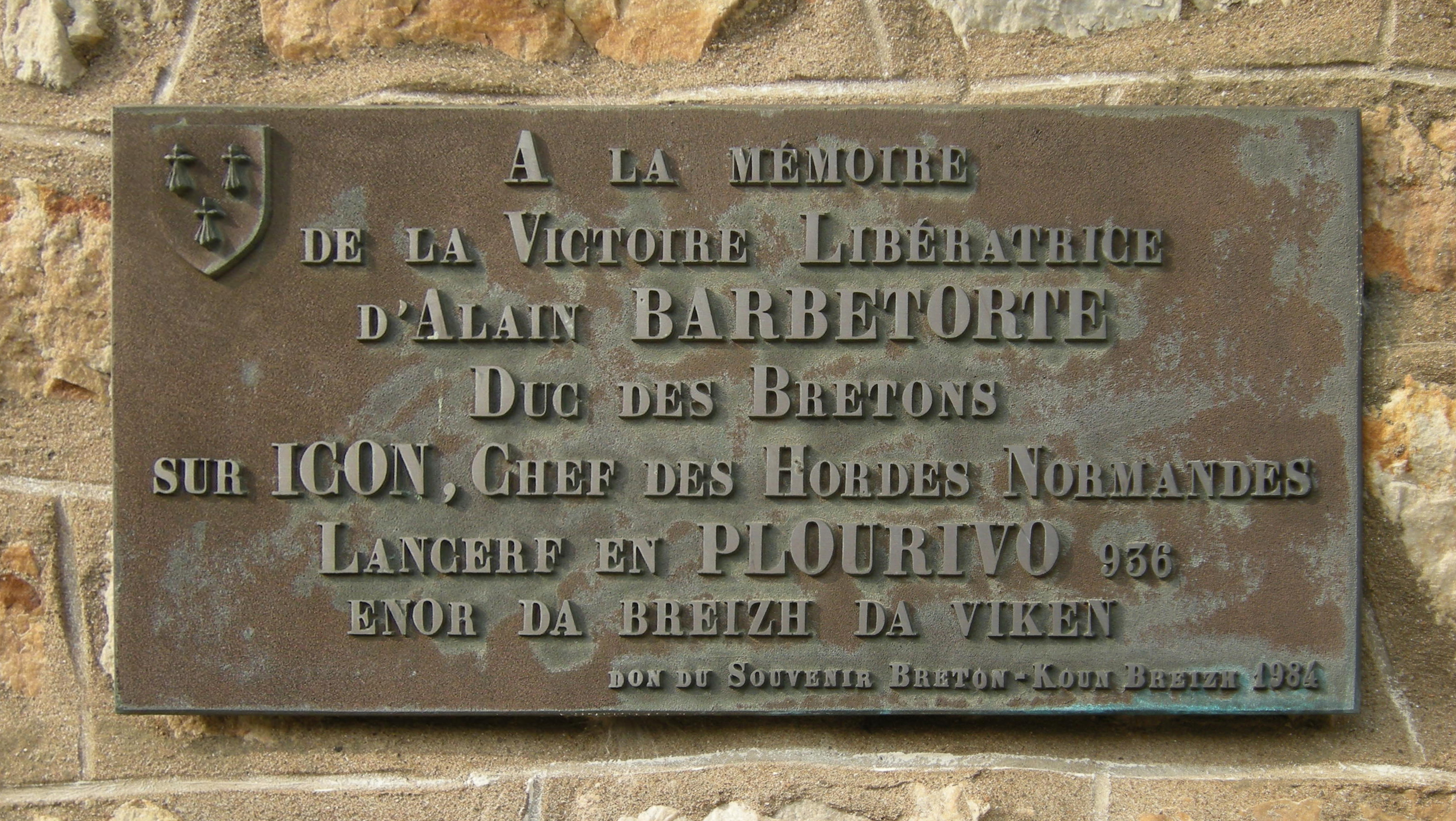
Tafel in Plourivo zum Gedenken an den Sieg Alains II. über Håkon (936)

Ab 912 begannen die Loire-Normannen unter ihren Anführern Ottar, Hroald und Rognvald (Ragnvald, Ragenold, Reinold) mit einer erneuten Invasion der Bretagne, 919 bzw. 920 eroberten sie Nantes und Rennes. Im Auftrag König Karls III. mussten Markgraf Robert I. und Herzog Hugo der Große 921 bzw. 927 Rognvald schließlich die Grafschaft Nantes offiziell als Lehen überlassen – wie Karl III. zuvor (911) schon den Seine-Normannen-Anführer Rollo mit Rouen hatte belehnen müssen. Unter Rögnvald und dessen Nachfolgern Felekan (†930 oder 931) bzw. Håkon (Inkon, Incon, Icon) beherrschten die Loire-Normannen anderthalb Jahrzehnte lang nicht nur Nantes, sondern auch fast die gesamte Bretagne, zumindest deren Südhälfte und die Niederbretagne bzw. die bretonische Küste bis zur Cornouaille und einige Orte im Norden (z. B. Trans-la-Forêt). Ein bretonischer Aufstand 931 konnte mit Hilfe der Seine-Normannen zunächst niedergeschlagen werden, doch das Bündnis zwischen Loire-Normannen und Seine-Normannen zerbrach 935.
Anders als den Seine-Normannen gelang es den Loire-Normannen nicht, in der Vendée bzw. der Bretagne dauerhaft Fuß zu fassen und eine „zweite Normandie“ („Normandie an der Loire“), also ein längerfristig selbständiges Herrschafts- und Siedlungsgebiet zu etablieren. Verbündet mit den Franzosen erhoben sich die Bretonen 936 unter Alain II. erneut und eroberten nach der Schlacht von Saint Aignan 937 Nantes, nach einer weiteren Schlacht 938 auch Rennes. Als letzter Ort in der Bretagne fiel 939 Trans-la-Forêt. 
Die geschlagenen Reste der Loire-Normannen schlossen sich den Seine-Normannen an; Angriffe und Überfälle hielten noch bis etwa 960 an.